# Lijst van burgemeesters van Oukoop
Dit is een lijst van burgemeesters van de voormalige Nederlandse gemeente Oukoop tot die in 1857 opging in de gemeente Hekendorp.
| Ambtsperiode | Naam burgemeester       | Partij of stroming | Bijzonderheden                                                                                      |
| ------------ | ----------------------- | ------------------ | --------------------------------------------------------------------------------------------------- |
| 1819 - 1844  | Adrianus de Jong        |                    | tot 1825 schout                                                                                     |
| 1844 - 1846  | Adriaan Maarten Montijn |                    | tevens burgemeester van Papekop (1825-1852) en Oudewater (1833-1856)                                |
| 1846 - 1857  | Pieter Marie Montijn    |                    | tevens burgemeester van Papekop (1852-1861), Hekendorp (1852-1861) en Lange Ruige Weide (1850-1861) |